# Château de Rydboholm
Le château de Rydboholm (Rydboholms slott) est un château situé en Suède dans la commune d'Österåker, près de Stockholm, à 11 kilomètres au sud-est de Vaxholm, dans la province d'Uppland.

## Histoire

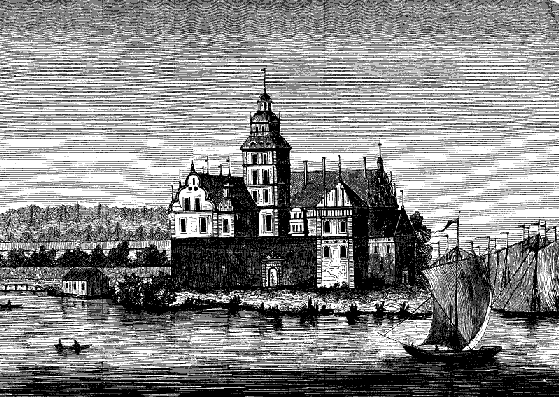
Le château au XIXe siècle.

Le domaine est mentionné autour de l'an 1400. Les terres appartiennent aux seigneurs de Sture, puis à la Maison Wasa qui en fait don aux seigneurs de Brahe.
Le château remonte au XVIe siècle avec une tour médiévale, typique de l'architecture des Wasa. Il a été construit par Pierre de Brahe l'ancien, en 1548. On y trouve le cabinet de travail, avec sa décoration du XVIe siècle, du roi Gustave Wasa qui naquit au château. Le château est arrangé au XVIIIe siècle et son aspect actuel date de cette époque.
Il est entouré d'un jardin anglais au début du XIXe siècle par le comte Magnus Fredrik Brahe. Le château demeure jusqu'en 1930, année de la mort du comte Magnus Per Brahe (1849-1930), la propriété de la famille Brahe, qui le transmet au baron W. von Essen, neveu du comte. Le château et ses terres appartiennent toujours à ses descendants aujourd'hui.

## Galerie

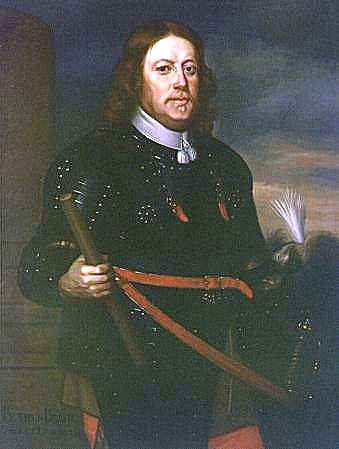
Portrait du comte Pierre de Brahe le jeune qui naquit au château.
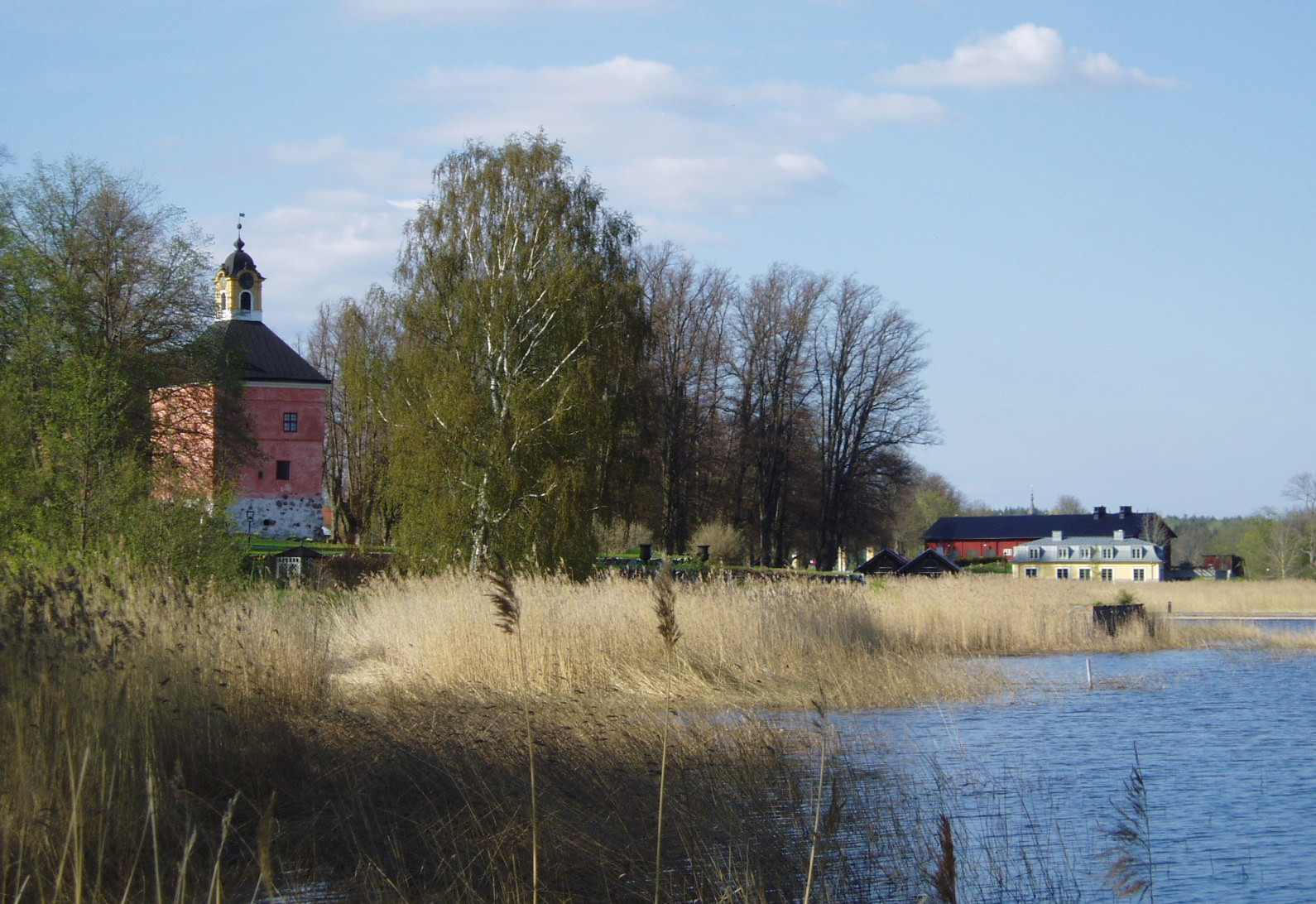
La tour du château de Rydboholm.
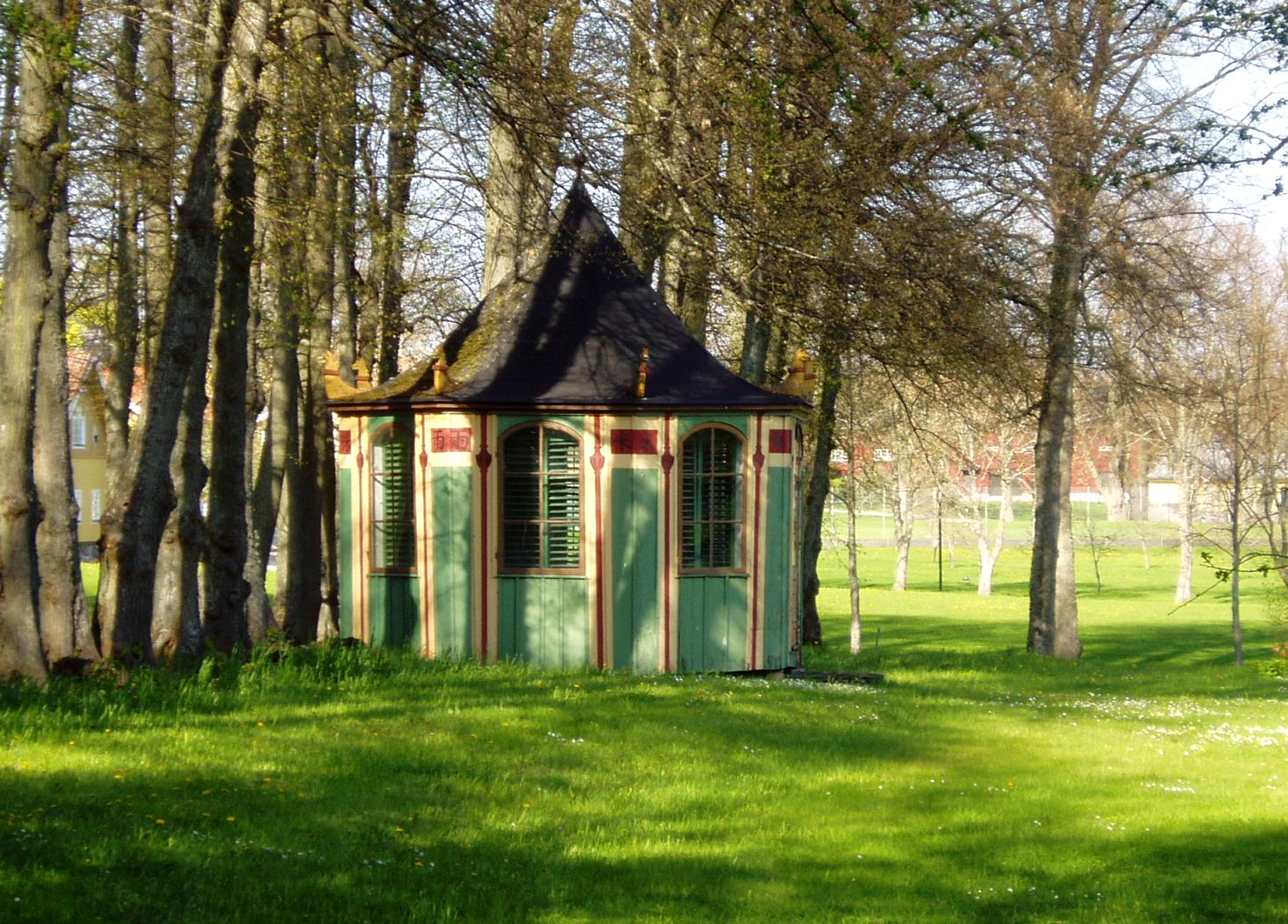
Petite gloriette dans le parc.
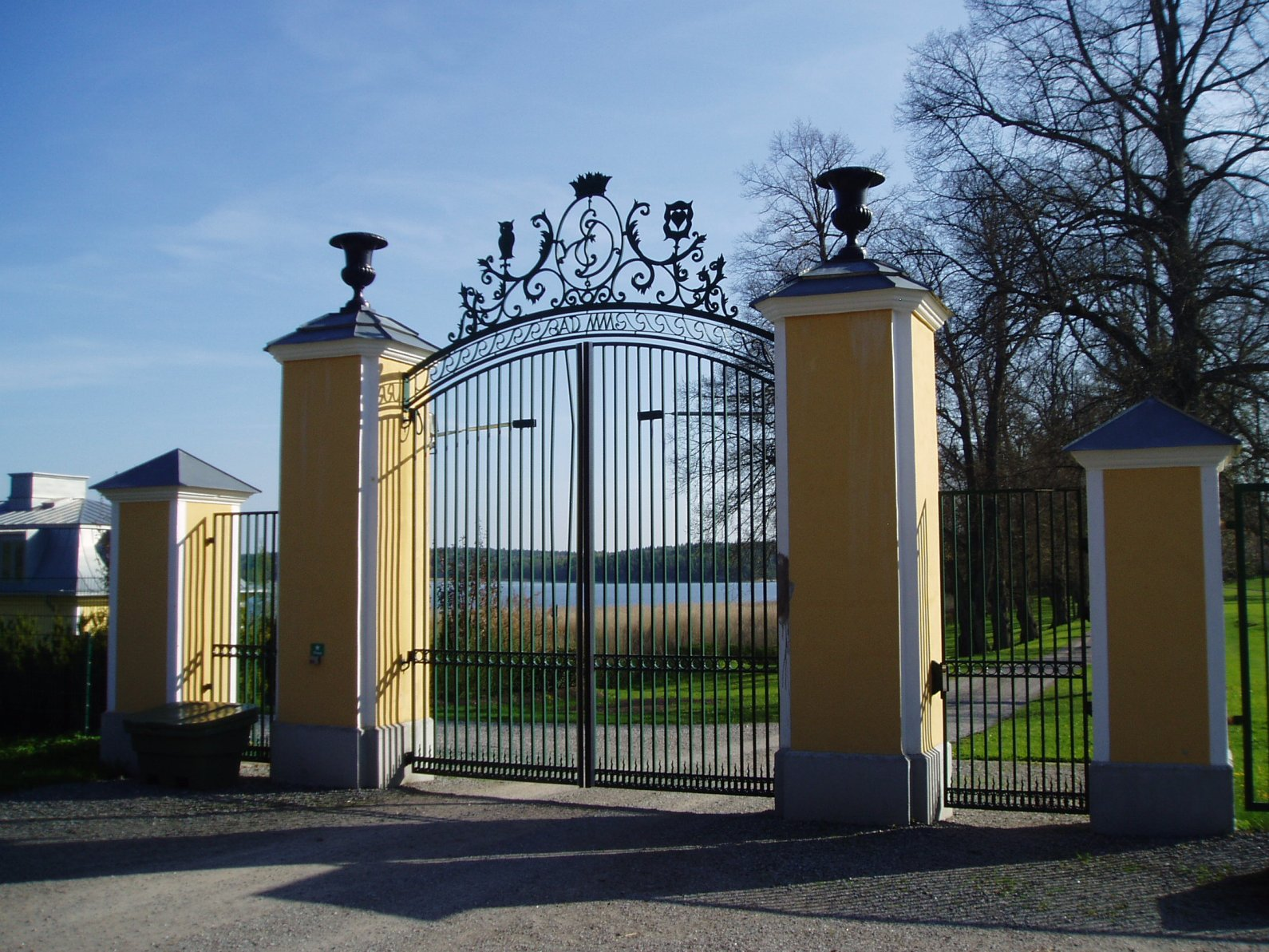
Les grilles du château.

## Source
- (de) Cet article est partiellement ou en totalité issu de l’article de Wikipédia en allemand intitulé « Schloss Rydboholm » (voir la liste des auteurs).